# Pajtuny
Pajtuny [pronunciación en polaco: /pai̯ˈtunɨ/] (en alemán: Peythunen) es un pueblo ubicado en el distrito administrativo de Gmina Pieniężno, dentro del condado de Braniewo, Voivodato de Varmia y Masuria, en el norte de Polonia. Se encuentra a unos 8 kilómetros al noreste de Pieniężno, a 27 kilómetros al sureste de Braniewo, y a 58 kilómetros al norte de la capital regional Olsztyn.